# Trois Sublimes Canailles
Pour plus de détails, voir Fiche technique et Distribution.
Trois Sublimes Canailles (3 Bad Men ou Three Bad Men) est un film muet américain réalisé par John Ford, sorti en 1926.

## Synopsis
À la suite d'une "course à la terre" au Dakota, trois hors-la-loi vont mettre fin aux agissements crapuleux du shérif Layne Hunter…

## Fiche technique
- Titre : Trois Sublimes Canailles
- Titre original : 3 Bad Men
- Réalisation : John Ford
  - Assistant : Edward O'Fearna[1]
- Scénario : John Stone, John Ford, d'après le roman Over the Border de Herman Whittaker
- Intertitres : Ralph Spence, Malcolm Stuart Boylan
- Photographie : George Schneiderman
- Costumes : Sam Benson
- Production : William Fox et John Ford (non crédité)
- Société de production : Fox Film Corporation
- Société de distribution : Fox Film Corporation
- Pays de production :  États-Unis
- Langue originale : anglais
- Format : Noir et blanc — 35 mm — 1 ,33:1 - Film muet
- Genre : Western
- Durée : 92 minutes (9 bobines)
- Date de sortie :
  - États-Unis : 28 août 1926

## Distribution
- George O'Brien : Dan O'Malley
- Olive Borden : Lee Carlton
- Lou Tellegen : Shérif Layne Hunter
- Tom Santschi : « Bull » Stanley
- J. Farrell MacDonald : Mike Costigan
- Frank Campeau : « Spade » Allen
- Priscilla Bonner : Millie Stanley
- Otis Harlan : Éditeur Zach Little
- Phyllis Haver : Lily
- Georgie Harris : Joe Minsk
- Alec B. Francis : Révérend Calvin Benson
- Jay Hunt : Nat Lucas, le vieux prospecteur
- George Irving (non crédité) : Général Neville
- Walter Perry : Pat Monahan
- Grace Gordon : l'amie de Millie
- Vester Pegg : un homme de main de Hunter
- Bud Osborne : un homme de main de Hunter

## Autour du film
- Le film commence sur un ton humoristique avant de tendre progressivement vers le drame.
- La scène d'ouverture est un grand moment de cinéma, Ford dit à son propos : «Il y avait dans le film une course à la terre et plusieurs membres de notre équipe avaient participé à une course du même genre. Ils étaient à l'époque des enfants et s'y trouvaient avec leurs parents. J'en ai profité pour parler avec eux. Ainsi, l'incident du bébé ou le journaliste qui participe à la course avec sa presse et imprime les nouvelles au cours de celle-ci ont réellement existé. Nous avons tourné la scène en deux jours [2]? »
- Le Shérif Layne Hunter est inspiré d'une figure réelle de L'Ouest.
- Initialement, Ford voulait confier les rôles des canailles à Tom Mix, Buck Jones et George O'Brien.
- Coût de production : 650 000 dollars.
- Tournage fin 1925 à Jakson Hole (Wyoming), Victorville (Californie), Snake River et dans le désert de Mojave.
- C'est le dernier western muet de John Ford.